# Prineville Lake Acres
Prineville Lake Acres az Amerikai Egyesült Államok északnyugati részén, Oregon állam Crook megyéjében elhelyezkedő statisztikai település. A 2020. évi népszámlálási adatok alapján 1556 lakosa van.